# آ. دوبوآ
آ. دوبوآ (فرانسوی: A. Dubois‎) قایقران قایق بادبانی اهل فرانسه بود.